# かがやき (人工衛星)
かがやきはソラン株式会社の小型人工衛星。2009年1月23日にいぶきらと共にH-IIAロケットにより打ち上げられた。

## 概要
日本の民間企業としては初めての小型衛星で、東海大学提供の磁気センサ（オーロラ電流観測）、デブリ検出センサを搭載。ソランはオンボード管制システムを開発した。また、姿勢制御に重力傾斜方式を採用しており、伸展ブームはウェルリサーチが提供している。ミッション終了時にはスペースデブリとなることを防ぐため、伸展ブームに搭載された薄膜を展開し、希薄大気の抵抗を利用して軌道を離脱、約30年で大気圏再突入することになっていた。また、難病児や障害児、およびその家族の支援プログラムという性質も兼ねていた。
2007年5月16日にJAXAの相乗り衛星に選定され、2009年1月23日に打ち上げられた。いぶきとともに打ち上げられた相乗り小型衛星のなかで最初にトラブルが発生し、打ち上げ直後から地上局3局と全く交信ができず、アマチュア無線などの協力を要請し衛星からの電波受信や制御信号の送信など試行錯誤を繰り返したが復旧せず、太陽電池パネルの寿命限界となったことから運用を断念、打ち上げから1年間の運用の後、2010年1月22日にメモリアルメッセージの送信をもって運用を終了した。